# مماليك الشركس
المماليك الشركس أو المماليك البرجية أو مماليك البرج أو مماليك الحصن، هم لواء من المماليك كان يقيم في قلعة صلاح الدين الأيوبي بالقاهرة منذ جنّده الناصر محمد بن قلاوون منذ ما يقرب من مائة عام قبل وصولهم للحكم عام 1382م 784 هـ عندما بدء حُكم المماليك الشراكسة لمصر بالسلطان الظاهر برقوق وانتهى بالسلطان الأشرف طومان باي الذي هزمه العثمانيون في معركة الريدانية وأُعدم شنقا على باب زويلة سنة 923 هـ الموافق 1517م.

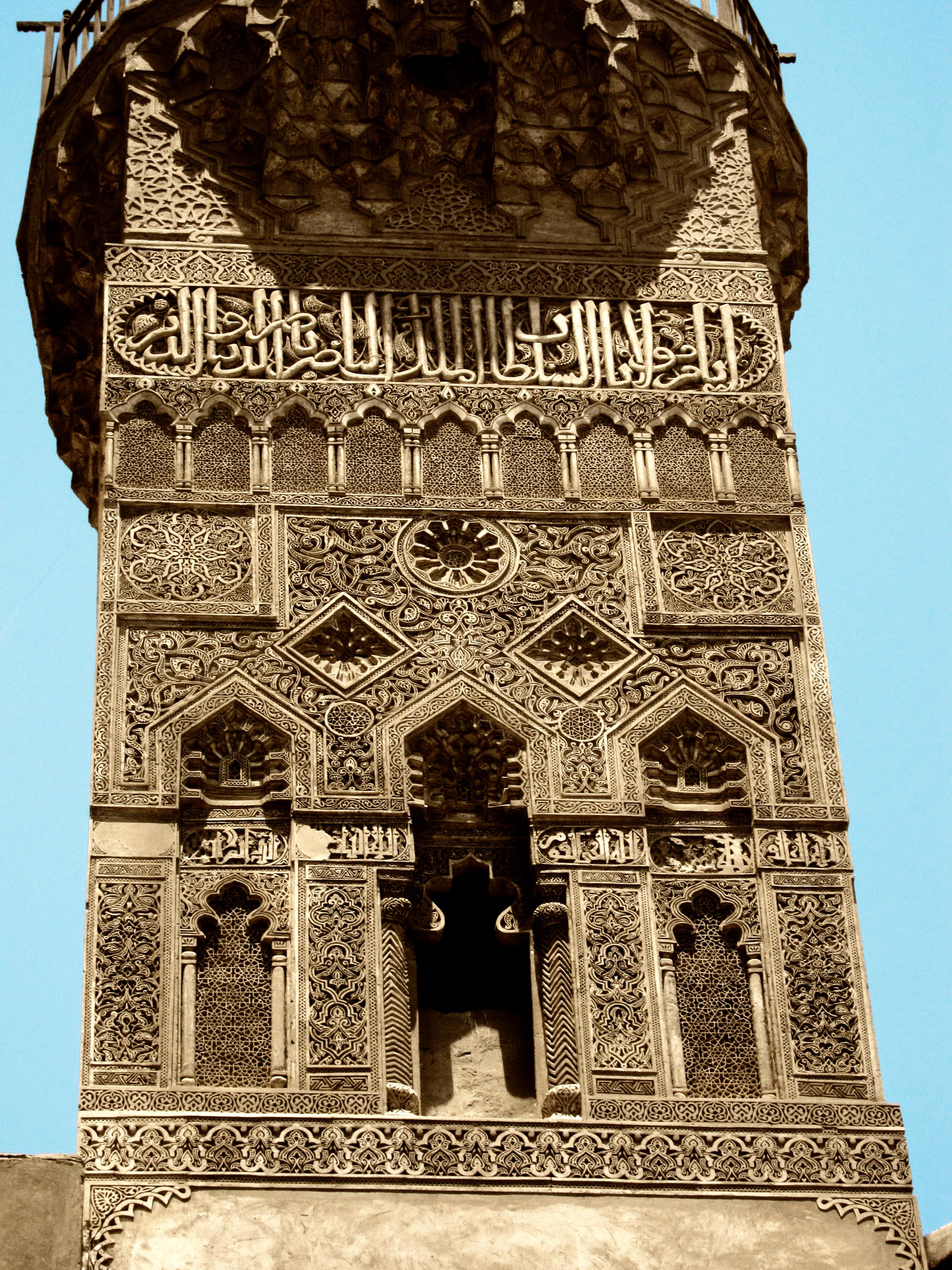
مئذنة جامع السلطان برقوق مؤسس الدوله البرجيه.

الدولة المملوكية البرجية، أو الدولة المملوكية الشركسية أو الجركسية، هي الفرع الثاني للدولة المملوكية في مصر، بدأت بعد الدولة المملوكية البحرية بعد سلطنة الظاهر برقوق أول سلاطين الدولة البرجية في مصر التي استمرت من عام 1382م حتى فتح الدولة العثمانية لمصر عام 1517م. تسببت تمردات الشام وكثرة غارات العربان واعتداءاتهم على القرى المصرية وبالتالي تدمير البنية الزراعية في مصر والنزاعات بين الأمراء في إضعاف الدولة. آخر السلاطين البرجية كان السلطان الأشرف طومان باي.

## التسمية
سُميت بالدولة البرجية لأن مماليكها كانوا يسكنون أبراج قلعة الجبل ، وتُسمى شركسية - أو جركسية - لأن مماليكها كانوا من الشركس سكان المرتفعات الجنوبية في بلاد القبجاق، وهذه منطقة ما بين البحر الأسود وبحر قزوين. كانت تُأسر منهم أعداد كبيرة وقت الغارات والحروب، واشترى السلطان قلاوون أعداداً كبيرة منهم وأسكنهم في قلعة الجبل حتى يبعدهم عن المماليك التركيين (تركيين بمعنى عام وليسوا أتراك تركيا)، وأعطى مناصب لعدد منهم مثل «السلحدارية» (ماسك السلاح) و«الجقمقدارية» (المسؤول عن ملابس السلطان)، «الجاشنكيرية» (ذواق طعام السلطان) و«الأوشاقية» (مسؤول ركوب السلطان للأحصنة للمتعة والرياضة). استخدام تسمية «البرجية» أصح من «الشركسية» لأن من جهة لفظ شركسية يشير لجنس وليس لنظام سياسة، ومن جهة أخرى هناك سلاطين من أصول شركسية حكموا في فترة دولة المماليك البحرية.

## سلاطين الدولة

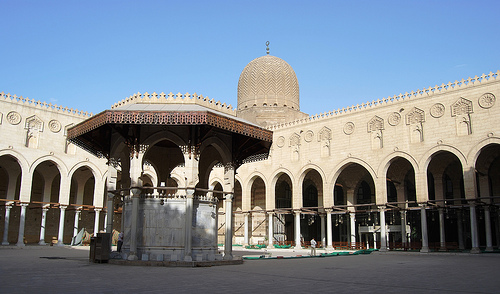
جامع المؤيد في القاهرة تحفة عمرانية من انجازات الدولة البرجية.

حكم الدولة البرجية خمسة وعشرون سلطانا، من ضمنهم الخليفة العباسي المستعين بالله العباس والظاهر قانصوه الأشرفي الذي حكم ثلاثة أيام فقط.
تميز عصر الدولة المملوكية البرجية بتولي عدد كبير من الأطفال للسلطنة وكان أصغرهم المظفر أحمد بن شيخ الذي بلغ من العمر أقل من سنتين. تُسمى الفترة التي جلس فيها الأطفال على العرش فترة حكم الأوصياء، وتميز أيضاً بحدوث تمردات كثيرة في الشام التي ظلت عبئاً على مصر والدولة المملوكية، وكانت حصيلتها استنزاف مصر وإضعاف الدولة المملوكية وإيصالها لنهايتها بعدما استولى العثمانيون بالخيانات والمؤامرات على الشام عام 1516 م وعلى مصر ذاتها بعد عام واحد.
لم يكن لسلاطين الدولة البرجية بوجهٍ عامٍ نفوذٌ مطلقٌ فكانوا يتعرضون للخلع، وكان المماليك يتمردون عليهم من وقت لآخر ويحاصرون القلعة ويهددون السلطان، حتى عندما كان يضطر السلطان للهرب كما حدث للسلطان احمد بن اينال والسلطان الظاهر قانصوه الأشرفي. معظم السلاطين المعزولين كانوا أطفالاً يوصي أباؤهم السلاطين قبل وفاتهم لهم بالسلطنة، فكان هؤلاء الأطفال السلاطين مجرد دمى في أيدي الأوصياء، والوصي في العادة كان الأتابك وكان يقوى مركزه ويأخذ الأمراء في صفه ويستولي على السلطة الفعلية، ويظل يرتب وينظم أوضاعه حتى يتمكن من خلع السلطان الطفل كما حدث مع السلطان «جمال الدين يوسف بن برسباي».
كانت العادة أن كل سلطان جديد كان يقوى مركزه ويثبت نفسه على العرش عن طريق الإغداق على رجال الدولة وخاصةً أنصاره بالمنح والهدايا والإقطاعات و«نفقة البيعة» التي كانت نقود تُصرف على رجال الجيش، كلٌ حسب رتبته.
الخليفة العباسي في القاهرة كان ضروريا حيث كان يعطي الموافقة للسلطان وبالتالي شرعية الحكم، لكن رغم ذلك كان الخليفة مجرد صورة يتحكم بها السلطان يستطيع إبقائه أو عزله وقتما يريد، فقد عزل السلطان الظاهر سيف الدين برقوق الخليفة «المتوكل على الله» وعين مكانه «الواثق بالله» والسلطان «إينال» عزل الخليفة العباسي حمزة القائم بأمر الله وسجنه.
كان للدولة المملوكية البرجية لها إنجازات ثقافية وعمرانية فلها ينتمي المؤرخين ابن تغرى وابن إياس، ويعتبر جامع المؤيد الذي بناه السلطان المؤيد أبو النصر شيخ المحمودي من أجمل آثار القاهرة التي ترجع لعصر الدولة البرجية.

## التحديات
التحديات العسكرية التي واجهت دولة المماليك البحرية كانت أضخم بكثير من التحديات التي واجهتها دولة المماليك البرجية، فالبحرية حاربوا بنجاح الصليبيين والمغول في نفس الوقت، وظهر منهم قادة كبار مثل الظاهر بيبرس وسيف الدين قطز والمنصور قلاوون والأشرف خليل والناصر محمد بن قلاوون. شهدت بداية حكم البرجيين تهديدات من المغول بقيادة تيمورلنك لكن كانت الدولة ما تزال قوية واستطاع الظاهر برقوق أن يواجه الموقف ويجعل تيمورلنك يخشى مواجهة الدولة المملوكية.
خرج من بين الخمسة والعشرين سلطاناً برجياً تسعة سلاطين امتازوا بالقوة على مدار 130 عاماً وهم:-
- الظاهر سيف الدين برقوق
- الناصر فرج
- المؤيد شيخ
- سيف الدين برسباي
- سيف الدين جقمق
- الأشرف إينال
- الظاهر خشقدم
- الأشرف قايتباي
- قانصوه الغوري

الستة عشر سلطاناً الآخرين حكموا حوالى تسعة أعوام فقط وهم: الخليفة العباسي العباس المستعين بالله والمظفر أحمد بن شيخ وسيف الدين ططر والصالح محمد والعزيز يوسف والمنصور عثمان والمؤيد أحمد والظاهر بلباي والظاهر تمر بغا وأبو السعادات محمد والظاهر قانصوه الأشرفي والعادل طومان باي والأشرف طومان باى.
كان السلطان الأشرف برسباى من السلاطين البرجية الأقوياء، فغزا قبرص ودمر مدنها كانتقام للحملة الصليبية على الإسكندرية التي قام بها ملك قبرص بيير دو لوزينان (بالفرنسية: Pierre de Lusignan) عام 1365م، ولكن مع تفشي تمردات ومؤامرات الشام وتنافس الأمراء وغارات العربان على القرى المصرية ضعفت الدولة البرجية، وتُعرف تلك الفترة التي تبدأ بالسلطان الناصر ناصر الدين محمد بن قايتباي من عام 1496م بفترة سلاطين الضعف والفوضى.

## فترة الضعف والفوضى
بعدما توسعت الإمبراطورية المملوكية وأصبحت قوة تُهاب من الشرق والغرب بدأت في التدهور، ففترة حكم الناصر محمد بن قايتباي اتسمت بالضعف والاضطراب وفترة حكم الظاهر قانصوه الأشرفي الذي خلفه زادت التمردات والنزاعات بين الأمراء حتى وصل لدرجة أن الظاهر قانصوه الأشرفي تآمر مع الأمراء على قتل ابن أخته «الناصر محمد بن قايتباي» وحكم بعده ثم تآمر عليه الأمراء حتى عزلوه هو الآخر ونصبوا الأتابك الأشرف جان بلاط ثم العادل طومان باي وقانصوه الغوري، وكان هذا أثناء بروز الدولة العثمانية في آسيا الصغرى، فهاجموا الشام التي كانت تابعة لمصر واستطاعوا فتحها بسبب قدراتهم العسكرية من جهة، والخيانات والمؤامرات التي كانت تحدث هناك من جهة أخرى، وكانت الشام في فترة الدولة البرجية تمثل عبءاً على مصر بسبب مشاكلها وتمرداتها ومؤامراتها وضعفها في مواجهة القوى الخارجية.
غزا العثمانيون الشام وكالعادة خرج الجيش المصري لحماية الشام كما كان يحميها من المغول والصليبيين على مر العصور الوسطى لكن في هذه المرة فشل قانصوه الغوري في منع قوات العثمانيين، واستنزف الجيش المصري في معركة مرج دابق دفاعاً عن الشام ومات من الصدمة وقت المعركة وتولى طومان باي الحكم وفعل كل ما يستطيع كي يحافظ على مصر التي تبدد جيشها في الشام وجمع ما يستطيع من بقايا الجيش وحارب بجيش صغير للغاية ليمنع دخول الجيوش العثمانية مصر، لكنه تعرض للخيانة بعدما غدر به شيخ من العربان ودل العثمانيين على مكانه، فقبضوا عليه وأعدموه، وبذلك انتهت الدولة البرجية والدولة المملوكية بصفة عامة.
دون ابن إياس قصيدة شعرية مؤثرة عن سقوط الدولة المملوكية بعد فتح العثمانيين لمصر، يقول مطلعها:
| مماليك الشركس | نوحوا على مصر لأمر قد جرى .:. من حادث عمت مصيبته الورى | مماليك الشركس |

## سلاطين الدولة المملوكية البرجية
|      | الحاكم                                 | الحياة    | الحكم         |
| ---- | -------------------------------------- | --------- | ------------- |
| 1    | الظاهر سيف الدين برقوق بن أنس اليبغاوى | ....-.... | 1382-1399     |
| 2    | الناصر فرج بن برقوق                    | ....-.... | 1399-1405     |
| 3    | المنصور عبد العزيز بن برقوق            | ....-.... | 1405-1405     |
| 2-2  | الناصر فرج بن برقوق                    | ....-1412 | 1405-1412     |
| 3ً    | أبو الفضل العباس المستعين بالله        | 1390-1430 | 1412-1413     |
| 4    | المؤيد أبو النصر شيخ المحمودي          | ....-1412 | 1413-1421     |
| 5    | المظفر أحمد بن الشيخ                   | ....-.... | 1421-1421     |
| 6    | الظاهر سيف الدين ططر                   | ....-.... | 1421-1421     |
| 7    | الصالح ناصر الدين محمد بن ططر          | ....-.... | 1421-1422     |
| 7    | الأشرف أبو النصر برسباي                | ....-.... | 825هـ (1422م) |
| 8    | الأشرف سيف الدين برسباي                | ....-.... | 1422-1438     |
| 9    | العزيز جمال الدين يوسف بن برسباي       | ....-.... | 1438-1438     |
| 10   | الظاهر سيف الدين جقمق                  | ....-.... | 1438-1453     |
| 11   | المنصور فخر الدين عثمان بن جقمق        | ....-.... | 1453-1453     |
| 12   | الأشرف سيف الدين إينال العلائي         | ....-.... | 1453-1460     |
| 13   | المؤيد شهاب الدين أحمد بن إينال        | ....-.... | 1460-1460     |
| 14   | الظاهر سيف الدين خشقدم                 | ....-.... | 1460-1467     |
| 15   | الظاهر سيف الدين بلباي المؤيدي         | ....-.... | 1467-1468     |
| 16   | الظاهر تمر بغا الرومي                  | ....-.... | 1468-1468     |
| 17   | الأشرف سيف الدين قايتباي               | ....-.... | 1468-1496     |
| 18   | الناصر محمد بن قايتباي                 | ....-.... | 1496-1497     |
| 19   | الظاهر قانصوه                          | ....-.... | 1497-1497     |
| 18-2 | الناصر محمد بن قايتباي                 | ....-.... | 1497-1498     |
| 20   | الظاهر قانصوه الأشرفي                  | ....-.... | 1498-1500     |
| 21   | الأشرف جان بلاط                        | ....-.... | 1500-1501     |
| 22   | العادل طومان باي                       | ....-.... | 1501-1501     |
| 23   | الأشرف قانصوه الغوري                   | 1446-1516 | 1501-1516     |
| 24   | الأشرف طومان باي                       | ....-.... | 1516-1517     |